# Summerfield (Karolina Północna)
Summerfield – miasto w Stanach Zjednoczonych, w stanie Karolina Północna, w hrabstwie Guilford.